# Серпуховская площадь
Серпуховска́я пло́щадь (в 1922—1992 годах — Добры́нинская пло́щадь, в 1918—1922 годах — пло́щадь Ка́рла Ли́бкнехта) — крупная площадь в центре Москвы на юге Садового кольца. Расположена в районе Замоскворечье.

## История

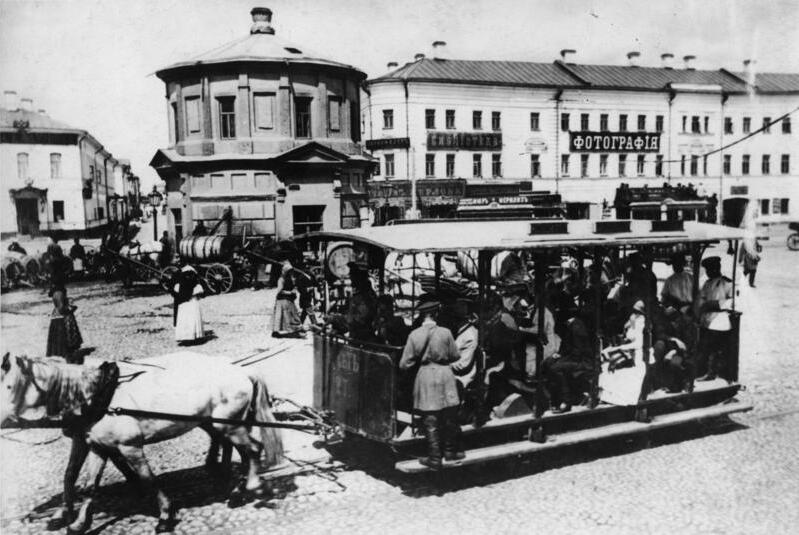
Серпуховская площадь в 1900 году.

Площадь возникла в конце XVIII века на месте Серпуховских ворот Земляного города, известных с конца XVII века. Сюда сходились дороги из центра Москвы в города Южной Руси. Триумфальные Серпуховские ворота, построенные в 1775 году в честь победы над турками, были снесены (как и весь Земляной вал) в 1798 году. Сами ворота названы по древней Серпуховской дороге (вела в Серпухов), превратившейся в современные улицы Большую Полянку, Большую Серпуховскую и Варшавское шоссе. В 1918—1922 годах площадь носила имя Карла Либкнехта (1871—1919) — одного из основателей Компартии Германии. В 1922—1992 годах — Добрынинская площадь, в честь Петра Григорьевича Добрынина (1895—1917) — большевика, рабочего, одного из организаторов Красной гвардии Замоскворечья, погибшего во время Октябрьского вооруженного восстания 1917 года на Остоженке.
В XIX — начале XX веков на Серпуховской площади располагался рынок, в 1913 году на его месте был разбит сквер с фонтаном, снесённый в 1931 году. В 1928 году на площади был построен универмаг «Красное Замоскворечье» (№ 1/3, архитектор К. Н. Яковлев). В 1950 году на площади открыт наземный вестибюль станции метро «Серпуховская» (с 1961 «Добрынинская»; в 1967 у входа установлен бюст Добрынина, скульптор Г. Д. Распопов). В 1960-х годах сооружён новый сквер, в 1966 — подземный транспортный тоннель (по оси Садового кольца) и 4 пешеходных тоннеля (по периметру площади).

## Описание
Серпуховская площадь расположена на юге Садового кольца между Валовой улицей и улицей Коровий Вал. С 1966 года движение по Садовому кольцу в этом месте проходит по проложенному под площадью Добрынинскому тоннелю. С севера из центра города на площадь выходят улицы Большая Полянка, Большая Ордынка и Пятницкая. С юга на неё выходят Большая Серпуховская и Люсиновская улицы. С запада к ней выходят улица Коровий Вал (вдоль внешней стороны Садового кольца — Крымского Вала) и Житная улица (вдоль внутренней стороны). С юга на стрелке Большой Серпуховской улицы разбит сквер с памятником Алишеру Навои. С северо-запада на площадь выходит брандмауэр доходного дома дворянина А. Н. Крокоса (ул. Большая Полянка, 60/2).

## Примечательные здания и сооружения
- № 36/71 — Трехэтажный доходный дом с лавками (1800—1810-е гг., 1827 г., 1883 г., арх. С. Тропаревский), выявленный объект культурного наследия (часть ансамбля застройки Серпуховской площади)[3]. Возведен согласно «опробованному плану» 1799 года в самом начале XIX века. Сохраняет дугообразную линию главного фасада, соответствующую замыслу овальной площади вокруг каменной башни Серпуховских ворот Земляного города[4]. Много лет заброшен, лишь первый этаж частично используется под торговлю и офисные помещения. В 2014 году передан частично (2-3 этажи) в оперативное управление Малому театру. Верхние этажи с улицы закрыты фальшфасадами[4]. В январе 2018 года объявлен тендер на подряд по ремонту, реставрации и приспособлению. Победитель — ООО «Ремстройсоюз».

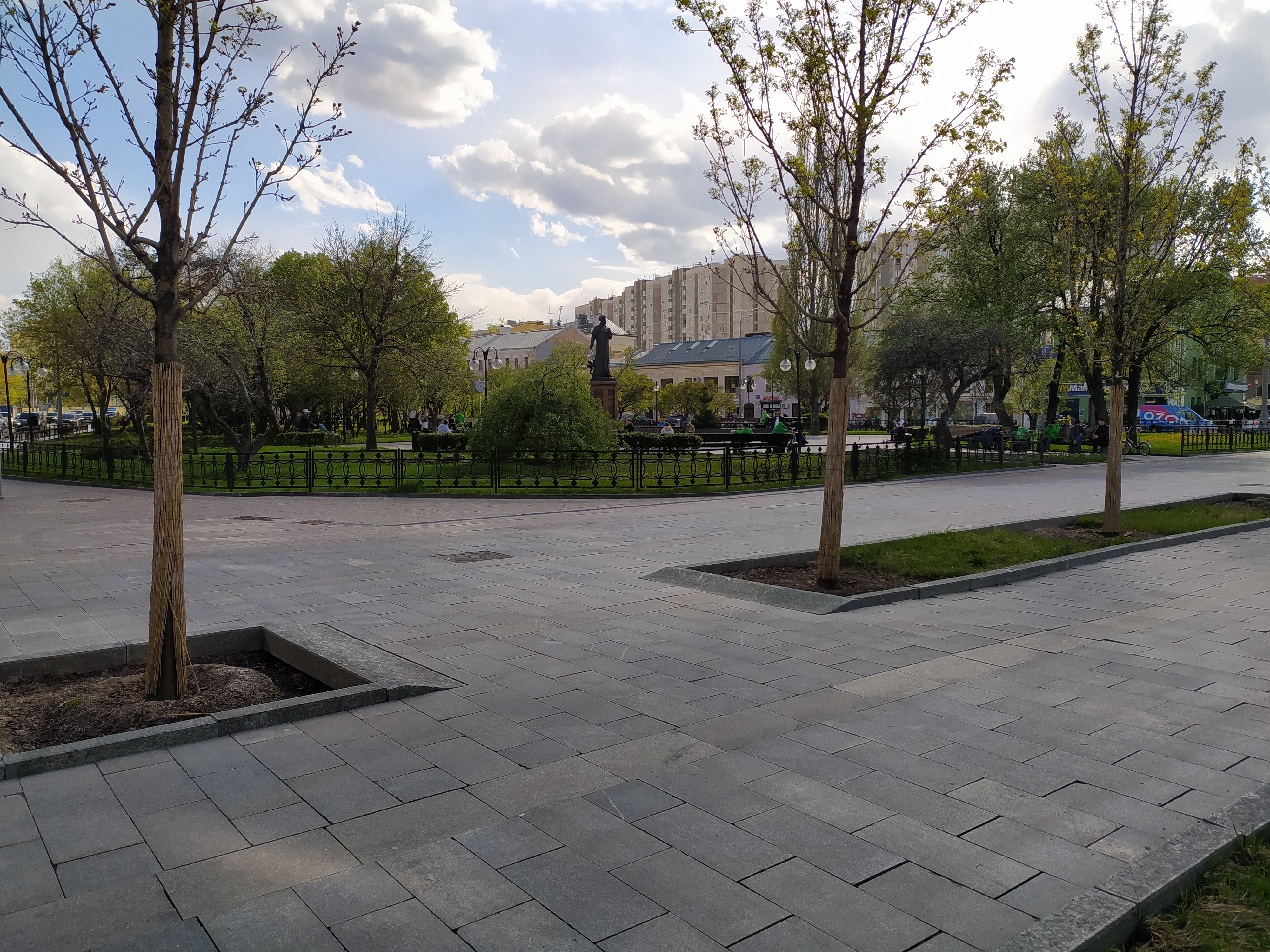
Зона отдыха около памятника А. Навои

## Транспорт

### Метро
- Станция метро «Добрынинская»
- Станция метро «Серпуховская»

### Автобусы
- Б, е85, м9, м86, м90, с920, с932, н8.